# Tetrops formosus
Tetrops formosus är en skalbaggsart. Tetrops formosus ingår i släktet Tetrops och familjen långhorningar.

## Underarter
Arten delas in i följande underarter:
- T. f. formosus
- T. f. bivittulatus
- T. f. songaricus